# Ministerium für Arbeit und soziale Absicherung
Das Ministerium für Arbeit und soziale Absicherung (chinesisch 劳动和社会保障部, oft abgekürzt: chinesisch 劳保部) ist ein ehemaliges Ministerium des chinesischen Staatsrats. Das Ministerium wurde im März 1998 begründet und im Jahr 2008 abgeschafft. 

## Liste der Minister
- Zhang Zuoji
- Zheng Silin
- Tian Chengping (2005–2008)